# تاريخ إصدارات ويندوز 10

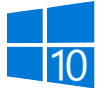

نظام التشغيل ويندوز 10 هو إصدار رئيسي لنظام التشغيل ويندوز إن تي طورته شركة مايكروسوفت. ووصفت مايكروسوفت نظام التشغيل هذا بأنه "نظام تشغيل كخدمة" يتلقى تحديثات مستمرة لميزاته ووظائفه. كما يتميز النظام بالقدرة على توفير تحديثات غير حرجة لبيئات المؤسسات بوتيرة أبطأ أو استخدام إصدارات دعم طويلة الأجل لا تتلقى سوى التحديثات الحرجة، مثل تصحيحات الأمان، على مدار فترة دعمها الرئيسية التي تبلغ خمس سنوات. وقد تم إصداره في يوليو 2015.

## القنوات
تصل إصدارات المعاينة التجريبية لويندوز 10 إنسايدر إلى المشاركين عبر ثلاثة قنوات مختلفة (كانت تعرف سابقًا بـ "الحلقات"). يتلقى المشاركون في القناة التجريبية - كانت تعرف سابقًا بحلقة فاست - تحديثات قبل أولئك الموجودين في القناة التجريبية (كانت تعرف سابقًا بحلقة سلو)، ولكنهم يواجهون المزيد من الأخطاء والمشكلات الأخرى. لا يتلقى المشاركون في القناة المعاينة للإصدار- كانت تعرف سابقًا بحلقة معاينة الإصدار- تحديثات حتى يصبح الإصدار متاحًا للجمهور تقريبًا، ولكنها أكثر استقرارًا نسبيًا.
| إصدارات ويندوز 10 | إصدارات ويندوز 10 | إصدارات ويندوز 10 | إصدارات ويندوز 10                                      | إصدارات ويندوز 10                         | إصدارات ويندوز 10              | إصدارات ويندوز 10              | إصدارات ويندوز 10 |
| الإصدار           | نسخة البناء       | تاريخ الإصدار     | فترة الخدمة للقناة العامة (GAC)                        | فترة الخدمة للقناة العامة (GAC)           | فترة الخدمة طويلة الأجل (LTSC) | فترة الخدمة طويلة الأجل (LTSC) | إصدارات الموبايل  |
| الإصدار           | نسخة البناء       | تاريخ الإصدار     | المنزلي، احترافي، احترافي تعليمي، احترافي لمحطات العمل | تعليمي، للمؤسسات، انترنت الأشياء للمؤسسات | للمؤسسات                       | انترنت الأشياء للمؤسسات (IoT)  | إصدارات الموبايل  |
| ----------------- | ----------------- | ----------------- | ------------------------------------------------------ | ----------------------------------------- | ------------------------------ | ------------------------------ | ----------------- |
| 1507              | 10240             | 7/29/2015         | 5/9/2017                                               | 5/9/2017                                  | 10/14/2025                     | 10/14/2025                     | —                 |
| 1511              | 10586             | 11/10/2015        | 10/10/2017                                             | 10/10/2017                                | —                              | —                              | 1/9/2018          |
| 1607              | 14393             | 8/2/2016          | 4/10/2018                                              | 4/9/2019                                  | 10/13/2026                     | 10/13/2026                     | 10/9/2018         |
| 1703              | 15063             | 4/5/2017          | 10/9/2018                                              | 10/8/2019                                 | —                              | —                              | 6/11/2019         |
| 1709              | 16299             | 10/17/2017        | 4/9/2019                                               | 10/13/2020                                | —                              | —                              | 1/14/2020         |
| 1803              | 17134             | 4/30/2018         | 11/12/2019                                             | 5/11/2021                                 | —                              | —                              | —                 |
| 1809              | 17763             | 13/11/2018        | 10/11/2020                                             | 5/11/2021                                 | 1/9/2029                       | 1/9/2029                       | —                 |
| 1903              | 18362             | 5/21/2019         | 12/8/2020                                              | 12/8/2020                                 | —                              | —                              | —                 |
| 1909              | 18363             | 11/12/2019        | 5/11/2021                                              | 5/10/2022                                 | —                              | —                              | —                 |
| 2004              | 19041             | 5/27/2020         | 12/14/2021                                             | 12/14/2021                                | —                              | —                              | —                 |
| 20H2              | 19042             | 10/20/2020        | 5/10/2022                                              | 5/9/2023                                  | —                              | —                              | —                 |
| 21H1              | 19043             | 5/18/2021         | 12/13/2022                                             | 12/13/2022                                | —                              | —                              | —                 |
| 21H2              | 19044             | 11/16/2021        | 6/13/2023                                              | 6/11/2024                                 | 1/12/2027                      | 1/13/2032                      | —                 |
| 22H2              | 19045             | 10/18/2022        | 10/14/2025                                             | 10/14/2025                                | —                              | —                              | —                 |

## تاريخ إصداراته
يتم تصنيف إصدارات ويندوز 10 الرئيسية حسب المخطط "YYMM"، حيث يمثل YY آخر رقمين للسنة الميلادية و MM يمثل شهر الإصدار المخطط (على سبيل المثال، يشير الإصدار 1507 إلى إصدارات نُشرت في البداية في يوليو 2015). وبدءًا من الإصدار 20H2، تغير نظام تسمية إصدارات ويندوز 10 من نمط السنة والشهر إلى نمط السنة والنصف سنة (YYH1، YYH2).

### الإصدار 1507 (الإصدار الأصلي)
الإصدار الأصلي لنظام ويندوز 10 (والذي أُطلق عليه لاحقًا اسم الإصدار 1507 وحمل الاسم الرمزي "Threshold 1") تم إصداره في يوليو 2015. يحمل هذا الإصدار رقم البناء 10.0.10240. على الرغم من أن مايكروسوفت صرحت بعدم وجود بناء محدد لـ "إصدار للتصنيع" (RTM) لنظام ويندوز 10، إلا أن العديد من وسائل الإعلام وصفت البناء 10240 بأنه بناء RTM. أُطلق عليه لاحقًا اسم "الإصدار 1507" من قبل مايكروسوفت وفقًا لنظام التسمية الخاص بها الذي يستخدم آخر رقمين للسنة ورقم الشهر لإصدارات مستقرة مستقبلية لنظام التشغيل.

### الإصدار 1511 (تحديث نوفمبر)
ثاني إصدار مستقر لنظام ويندوز 10 هو الإصدار 1511 (رقم البناء 10586)، المعروف باسم تحديث نوفمبر. وكان له الاسم الرمزي "Threshold 2 (TH2)" أثناء التطوير. تم توزيع هذا الإصدار عبر ويندوز ابديت في 12 نوفمبر 2015. ويشمل تحسينات مختلفة لنظام التشغيل وواجهة المستخدم والخدمات المجمعة، بالإضافة إلى مقدمة لتطبيقات المراسلة الشاملة القائمة على سكايب، ومتجر ويندوز للأعمال وميزات ويندوز ابديت للأعمال.
في 21 نوفمبر 2015، تم سحب تحديث نوفمبر مؤقتًا من التوزيع العام. وتم إعادة تنشيط الترقية في 24 نوفمبر 2015، حيث ذكرت مايكروسوفت أن الإزالة كانت بسبب خطأ تسبب في إعادة إعدادات الخصوصية وجمع البيانات إلى الإعدادات الافتراضية عند تثبيت الترقية.

### الإصدار 1607 (تحديث الذكرى السنوية)
يُطلق على الإصدار الثالث المستقر من ويندوز 10 اسم الإصدار 1607، والمعروف باسم تحديث الذكرى السنوية. وكان يُعرف باسم "Redstone 1 (RS1)" أثناء التطوير. تم إصدار هذا الإصدار في 2 أغسطس 2016، بعد أكثر من عام بقليل من أول إصدار مستقر لـ ويندوز 10. كان يُعتقد في الأصل أن تحديث الذكرى السنوية تم تخصيصه لتحديثين رئيسيين للميزات. وكان من المقرر إصدار كلاهما في الأصل في عام 2016، ولكن تم نقل التحديث الثاني إلى عام 2017 ليتزامن مع موجة أجهزة مايكروسوفت من أطراف أولى لهذا العام.
يقدم تحديث الذكرى السنوية ميزات جديدة مثل منصة ويندوز اينك، والتي تسهل القدرة على إضافة دعم إدخال القلم إلى تطبيقات منصة ويندوز العالمية وتوفر منطقة جديدة باسم "اينك ورك سبيس" مع روابط إلى التطبيقات والميزات الموجهة للقلم، وتحسينات لوظائف كورتانا الاستباقية، ووضع واجهة مستخدم داكن، وإصدار جديد من سكايب مصمم للعمل مع منصة ويندوز العالمية، وتحسينات على منصة ويندوز العالمية المخصصة لألعاب الفيديو، ومسح بدون اتصال باستخدام ويندوز ديفيندر. كما يدعم تحديث الذكرى السنوية نظام ويندوز الفرعي للينكس، وهو مكون جديد يوفر بيئة لتشغيل برامج ويندوز القابلة للتنفيذ المتوافقة مع ليونكس في بيئة وضع المستخدم المستندة إلى أوبونتو.
في عمليات التثبيت الجديدة لنظام ويندوز 10 على أنظمة بها ميزة سيكور بووت ممكّنة، يجب أن تكون جميع برامج تشغيل وضع نواة التشغيل الصادرة بعد 29 يوليو 2015 موقعة رقمياً بشهادة تحقق موسعة صادرة من مايكروسوفت.
يعتبر هذا الإصدار أساسًا لـ "LTSB 2016"، وهو أول ترقية لـدعم طويل الأمد (LTSB) منذ إصدار ويندوز 10. وقد أُطلق على إصدار LTSB الأول، المستند إلى RTM (الإصدار 1507)، اسم "LTSB 2015" بأثر رجعي.

### الإصدار 1703 (تحديث المبدعين)
هو البناء المستقر الرابع لنظام التشغيل ويندوز 10. أُطلق عليه اسم "تحديث المبدعين" وكان يُعرف باسم "Redstone 2 (RS2)" أثناء التطوير. تم الإعلان عن هذا الإصدار في 26 أكتوبر 2016، وتم إتاحته للجميع في 11 أبريل 2017، وتم إصدار أدوات المساعدة في ترقية ويندوز 10 وأداة إنشاء الوسائط للتثبيت اليدوي في 5 أبريل 2017. يركز هذا التحديث بشكل أساسي على ميزات إنشاء المحتوى والإنتاجية والألعاب، مع التركيز بشكل خاص على الواقع الافتراضي والمعزز (بما في ذلك هولولنز ونظارات الواقع الافتراضي) وعلى دعم إنشاء محتوى ثلاثي الأبعاد.
يدعم الإصدار مساحة عمل جديدة للواقع الافتراضي مصممة للاستخدام مع السماعات، وأعلنت مايكروسوفت أن العديد من الشركات المصنعة للمعدات الأصلية تخطط لإطلاق سماعات واقع افتراضي مصممة للاستخدام مع تحديث المبدعين.
تم نقل عناصر التحكم في شريط الألعاب وميزة تسجيل الألعاب الرقمي إلى تطبيق الإعدادات، بينما يسمح خيار "وضع اللعب" الجديد بتوجيه الموارد بشكل أساسي نحو الألعاب. تمت إضافة التكامل مع منصة البث المباشر ميكسر التابعة لمايكروسوفت (التي كانت تُسمى سابقًا Beam). كما انتقل مدير السمات إلى تطبيق الإعدادات، وأصبحت الآن ألوان التمييز المخصصة ممكنة. يسمح التطبيق الجديد بينت ثري دي للمستخدمين بإنشاء أعمال فنية باستخدام نماذج ثلاثية الأبعاد؛ وصُمّم التطبيق لجعل إنشاء المحتوى ثلاثي الأبعاد أكثر سهولة للمستخدمين العاديين.
أصبح لإعدادات الخصوصية في ويندوز 10 شروحات أكثر تفصيلاً عن البيانات التي قد يجمعها نظام التشغيل. بالإضافة إلى ذلك، تمت إزالة مستوى جمع بيانات "المحسن". يمكن الآن "تأجيل" إشعارات تحديثات ويندوز لفترة زمنية محددة، كما يمكن تمديد "الساعات النشطة" التي لن يحاول فيها ويندوز تثبيت التحديثات لتصل إلى 18 ساعة، ويمكن إيقاف التحديثات مؤقتًا لمدة تصل إلى سبعة أيام. تم استبدال برنامج ويندوز ديفيندر بتطبيق شامل هو مركز أمان ويندوز ديفيندر. يمكن تكوين الأجهزة بشكل اختياري لمنع استخدام البرامج من خارج متجر مايكروسوفت، أو عرض تحذير قبل تثبيت التطبيقات من خارج متجر مايكروسوفت. تسمح الميزة "القفل الديناميكي" للجهاز بالاقفال تلقائيًا إذا كان خارج نطاق جهاز بلوتوث معين، مثل الهاتف الذكي. تمت إضافة ميزة "ضوء الليل"، والتي تسمح للمستخدم بتغيير درجة حرارة لون الشاشة إلى الجزء الأحمر من الطيف في أوقات محددة من اليوم (على غرار البرنامج الطرفي f.lux).

### الإصدار 1709 (تحديث المبدعين الخريفي)
الإصدار الخامس المستقر لنظام التشغيل ويندوز 10 هو الإصدار 1709، والمعروف باسم "تحديث المبدعين الخريفي". وكان يطلق عليه اسم "Redstone 3 (RS3)" أثناء التطوير. تم إصدار هذا الإصدار في 17 أكتوبر 2017. يقدم الإصدار 1709 ميزة جديدة تُعرف باسم "أشخاصي"، حيث يمكن عرض اختصارات إلى جهات اتصال "مهمة" على شريط المهام. تظهر الإشعارات التي تتضمن هذه جهات الاتصال فوق صورها الخاصة، ويمكن للمستخدمين التواصل مع جهة الاتصال إما عبر تطبيق سكايب أو البريد الإلكتروني أو الرسائل النصية (متكاملة مع أجهزة أندرويد وويندوز 10 موبايل). ومن المقرر إضافة دعم لخدمات إضافية، بما في ذلك اكس بوكس وسكايب للأعمال والتكامل مع جهات خارجية، في المستقبل. كما يمكن للمستخدمين أيضًا سحب الملفات مباشرة إلى صورة جهة الاتصال لمشاركتها. تم الإعلان عن "أشخاصي" في الأصل لتحديث المبدعين، ولكن تم تأجيله إلى الإصدار التالي في النهاية، وظهر لأول مرة علنًا في البناء رقم 16184 في أواخر أبريل 2017. توفر ميزة جديدة أخرى تُسمى "الملفات عند الطلب" على ون درايف، وهي بمثابة بديل جزئي لوظيفة "المساحات المخصصة" السابقة.
كما أنه يقدم ميزة أمان جديدة تُعرف باسم "الوصول المتحكم إلى المجلدات"، والتي يمكنها تقييد التطبيقات المسموح لها بالوصول إلى مجلدات معينة. تم تصميم هذه الميزة بشكل أساسي للدفاع ضد برامج الفدية التي تشفر الملفات. كما يعتبر هذا أيضًا أول إصدار يقدم برامج تشغيل (DCH) وهي عبارة عن حزم برامج تشغيل تتثبت وتعمل على إصدارات ويندوز 10 التي تعتمد على منصة ويندوز العالمية.

### الإصدار 1803 (تحديث أبريل 2018)
الإصدار 1803، المعروف بتحديث أبريل 2018، هو الإصدار المستقر السادس لنظام التشغيل ويندوز 10. وكان يعرف أثناء التطوير باسم "Redstone 4 (RS4)". تم إطلاق هذا الإصدار كتحديث يدوي للتنزيل في 30 أبريل 2018، وتوسع عرضه في 8 مايو 2018. كان من المقرر أصلاً إصدار هذا التحديث في 10 أبريل، ولكن تم تأجيله بسبب خطأ يمكن أن يزيد من فرص ظهور «شاشة الموت الزرقاء» (خطأ توقف).
الميزة الأكثر أهمية في هذا الإصدار هي المخطط الزمني، والذي يتم عرضه داخل عرض المهام. يتيح ذلك للمستخدمين عرض قائمة بالمستندات والمواقع الإلكترونية المستخدمة مؤخرًا من التطبيقات المدعومة ("الأنشطة"). عندما يوافق المستخدمون على جمع بيانات مايكرسوفت عبر مايكروسوفت جراف [الإنجليزية]، يمكن أيضًا مزامنة الأنشطة من أجهزة اندرويد و آي أو إس المدعومة.

### الإصدار 1809 (تحديث أكتوبر 2018)
يعتبر الإصدار 1809، المعروف بتحديث أكتوبر 2018، الإصدار المستقر السابع لنظام التشغيل ويندوز 10. وكان يُعرف خلال التطوير باسم "Redstone 5 (RS5)". تم إطلاق هذا الإصدار في 2 أكتوبر 2018. تتضمن الميزات البارزة في هذا الإصدار تحديثات على وظيفة الحافظة (بما في ذلك دعم سجل الحافظة ومزامنتها مع الأجهزة الأخرى)، ولوحة مفاتيح سوفتكي الافتراضية، وأداة سنيب وسكيتش (Snip & Sketch)، واستكشاف الملفات الذي يدعم وضع المظهر الداكن.
في 6 أكتوبر 2018، قامت مايكرسوفت بسحب الإصدار بعد تقارير معزولة عن عملية التحديث التي تؤدي إلى حذف ملفات من مجلدات المستخدم. وتم إعادة إصداره لقناة ويندوز إنسايدر في 9 أكتوبر، حيث ذكرت مايكرسوفت أن خطأ في وظيفة إعادة توجيه المجلدات المعروفة في وندرايف هو السبب.
في 13 نوفمبر 2018، استأنفت مايكرسوفت طرح الإصدار 1809 لنسبة صغيرة من المستخدمين.
يعتمد الإصدار طويل الأجل للمؤسسات، ويندوز 10 انتربرايز(LTSC) 2019، على هذا الإصدار ويعادل الميزات المتوفرة فيه.

### الإصدار 1903 (تحديث مايو 2019)
الإصدار 1903، المعروف أيضًا باسم "19H1"، هو الإصدار المستقر الثامن لنظام التشغيل ويندوز 10. تم إصداره للجميع في 21 مايو 2019، بعد توفيره لفترة تجريبية على قناة معاينة ويندوز انسايدر منذ 8 أبريل 2019. بسبب الممارسات الجديدة التي طُبقت بعد المشاكل التي أثرت على تحديث 1809، استخدمت مايكرسوفت عملية نشر تحديثات ويندوز أبطأ عمدًا.
تشمل الميزات الجديدة في التحديث أداة بحث معاد تصميمها - منفصلة عن كورتانا وموجهة بشكل أكبر للاستعلامات النصية، ومظهر "فاتح" جديد (تم تعيينه افتراضيًا على ويندوز 10 المنزلي) باستخدام شريط مهام أبيض اللون مع أيقونات داكنة، وإضافة رموز ورموز تعبيرية "كاوموجي" إلى قائمة إدخال الرموز التعبيرية، والقدرة على "إيقاف مؤقت" لتحديثات النظام، و"استكشاف الأخطاء وإصلاحها الموصى به" التلقائي، والتكامل مع جوجل كروم على تايم لاين عبر ملحق، ودعم المصادقة المعتمدة على الرسائل القصيرة في الحسابات المرتبطة بحسابات مايكرسوفت، والقدرة على تشغيل تطبيقات سطح مكتب ويندوز داخل بيئة الواقع المختلط ويندوز ميكسد ريليتي (التي كانت مقيدة سابقًا على التطبيقات الشاملة و ستيم في آر فقط). تتيح ميزة جديدة على الإصدارات الاحترافي و التعليمي و المؤساساتي، تُعرف باسم ويندوز ساند بوكس، للمستخدمين تشغيل التطبيقات ضمن بيئة هايبر-في آمنة.
تم إصدار إصدار محدث من شريط اللعب "جيم بار" جنبًا إلى جنب مع الإصدار 1903، حيث أعيد تصميمه ليصبح واجهة تفاعلية أكبر مع عرض أداء وقائمة أصدقاء اكس بوكس وميزات تواصل اجتماعية وإعدادات الصوت والبث.

### الإصدار 1909 (تحديث نوفمبر 2019)
الإصدار 1909، المعروف أيضًا باسم "19H2"، هو الإصدار المستقر التاسع لنظام التشغيل ويندوز 10. وتم إصداره للجميع في 12 نوفمبر 2019، بعد توفيره لفترة تجريبية على قناة معاينة ويندوز إنسايدر منذ 26 أغسطس 2019. على عكس التحديثات السابقة، تم إصدار هذا التحديث كتحديث خدمة ثانوي دون ميزات جديدة رئيسية.

### الإصدار 2004 (تحديث مايو 2020)
الإصدار 2004، المعروف أيضًا باسم "20H1"، هو الإصدار المستقر العاشر لنظام التشغيل ويندوز 10. وتم إصداره للجميع في 27 مايو 2020، بعد توفيره لفترة تجريبية على قناة معاينة ويندوز إنسايدر منذ 16 أبريل 2020. تتضمن الميزات الجديدة، وصول أسرع وأسهل إلى إعدادات البلوتوث والمقترنة بها، رموز تعبيرية محسنة، إمكانية إعادة تسمية مكاتب سطح المكتب الافتراضية، دايركت اكس 12، واجهة مستخدم تعتمد على الدردشة لكورتانا، تكامل أكبر مع الهواتف التي تعمل بنظام اندرويد في تطبيق "هاتفي"،نظام ويندوز الفرعي للينكس (WSL 2): يتضمن نواة لينكس خاص بـ لينكس على عكس WSL الأقدم، بالإضافة إلى القدرة على استخدام ويندوز هالو بدون الحاجة إلى كلمة مرور، تحسين بحث ويندوز مع التكامل مع مستكشف الملفات، خيار تنزيل من السحابة لإعادة تعيين ويندوز، تحسينات إمكانية الوصول، القدرة على عرض نوع محرك الأقراص ودرجات حرارة بطاقة الرسومات المنفصلة في مدير المهام.

### الإصدار 20H2 (تحديث أكتوبر 2020)
الإصدار الحادي عشر المستقر من نظام التشغيل ويندوز 10، الإصدار 20H2، تم إصداره للجمهور في 20 أكتوبر 2020، بعد أن كان على قناة بيتا منذ 16 يونيو 2020. تشمل الميزات الجديدة مربعات جديدة تدرك المظهر في قائمة ابدأ، وميزات جديدة وتحسينات على متصفح مايكروسوفت ايدج (مثل أداة مقارنة الأسعار، ودمج Alt + Tab ↹ لتبديل التبويبات، وسهولة الوصول إلى التبويبات المثبتة)، وتجربة مستخدم جديدة خارج الصندوق مع المزيد من التخصيص لشريط المهام، وتحسينات الإشعارات، وتحسينات لوضع الجهاز اللوحي، وتحسينات لإدارة الأجهزة الحديثة، ونقل علامة التبويب "النظام" في لوحة التحكم إلى صفحة "حول" في الإعدادات. هذا هو الإصدار الأول من ويندوز 10 الذي يتضمن متصفح ايدج الجديد المستند إلى كروميوم بشكل افتراضي.

### الإصدار 21H1 (تحديث مايو 2021)
الإصدار الثالث عشر المستقر من نظام التشغيل ويندوز 10، الإصدار 21H1، تم إصداره للجمهور في 18 مايو 2021، بعد أن كان على قناة بيتا منذ 17 فبراير 2021. يتضمن هذا التحديث دعمًا متعدد الكاميرات لنظام ويندوز هالو، وميزة "الأخبار والاهتمامات" على شريط المهام، وتحسينات في الأداء لويندوز ديفيندر جارد وخدمة أدوات إدارة معلومات النوافذ (WMI) وهي عبارة عن مجموعة من الامتدادات لنموذج برنامج تشغيل ويندوز، والتي توفر واجهة لنظام التشغيل تسمح للمكونات المجهزة بتقديم المعلومات والإشعارات.

### إصدار 21H2 (تحديث نوفمبر 2021)
تحديث نوفمبر 2021 لنظام التشغيل ويندوز 10 (الذي يحمل الاسم الرمزي "21H2") هو التحديث الرئيسي الثاني عشر لنظام ويندوز 10 وهو تحديث تراكمي لتحديث مايو 2021. يحمل هذا التحديث رقم التجميع 10.0.19044. تم إصدار الإصدار التجريبي الأول في 15 يوليو 2021 لمستخدمي ويندوز إنسايدر الذين اختاروا قناة إصدار المعاينة التي لم تفي بالمتطلبات الدنيا لنظام التشغيل ويندوز 11. بدأ طرح التحديث رسميًا في 16 نوفمبر 2021.
أهم التغييرات في تحديث نوفمبر 2021:
- دعم معالجة الرسومات على وحدات المعالجة الرسومية (GPU) في نظام ويندوز الفرعي لـ لينكس (WSL) وتطبيقات (Azure IoT Edge for Linux) على ويندوز (EFLOW).
- نماذج نشر جديدة مبسطة بدون كلمة مرور لويندوز هالو لاعمال.
- دعم معايير حماية الشبكات اللاسلكية (H2E).

### إصدار 22H2 (تحديث 2022)
يعد تحديث ويندوز 10 2022 (المعروف داخليًا باسم "22H2") التحديث الرئيسي الثالث عشر والأخير لنظام ويندوز 10. يحمل هذا التحديث رقم بناء 10.0.19045. وتم عرضه لأول مرة على المشاركين في برنامج ويندوز إنسايدر الذين اختاروا قناة عرض الإصدار المسبق وذلك في 28 يوليو 2022. وبدأ طرح التحديث بشكل رسمي للمستخدمين في 18 أكتوبر 2022.

## فاست رينج / قناة المطورين

### فاست رينج
في 16 ديسمبر 2019، أعلنت مايكروسوفت أن مستخدمي حلقة "فاست رينج" سيحصلون على إصدارات مباشرة من الفرع "rs_prerelease" الذي لا يطابق إصدارًا محددًا من ويندوز 10. وتم تقديم أول إصدار بناءً على هذه الاستراتيجية الجديدة، الإصدار 19536، في نفس اليوم.
كان فرع "mn_release" متاحًا من 13 مايو 2020 إلى 17 يونيو 2020. وكان هذا الفرع إلزاميًا لمستخدمي حلقة "فاست رينج".

### قناة المطورين
اعتبارًا من 15 يونيو 2020، قدمت مايكروسوفت نموذج "القنوات" لبرنامج ويندوز إنسايدر الخاص بها، ليحل محل نموذج "الحلقات" السابق. لذلك، تم إصدار جميع الإصدارات اللاحقة بدءًا من الإصدار 10.0.20150 لمستخدمي "قناة المطورين" في برنامج ويندوز إنسايدر.
كان فرع "fe_release" متاحًا من 29 أكتوبر 2020 إلى 6 يناير 2021. وكان هذا الفرع إلزاميًا للمستخدمين حتى 10 ديسمبر. بعد ذلك، كان بإمكان المستخدمين اختيار العودة إلى فرع "rs_prerelease".
كان فرع "co_release" متاحًا من 5 أبريل إلى 14 يونيو 2021. وكان هذا الفرع إلزاميًا للمستخدمين.
اعتبارًا من 28 يونيو 2021، انتقلت قناة المطورين إلى نظام التشغيل ويندوز 11.

## تاريخ اصدارات الموبايل
- الاصدار 1511 (تحديث نوفمبر): التحديث لهاتف ويندوز 10 المعروف أيضًا باسم الإصدار 1511 والاسم الرمزي "Threshold 2".[45]
- الاصدار 1607 (التحديث السنوي): تحديث الذكرى السنوية لهاتف ويندوز 10، المعروف أيضًا باسم الإصدار 1607 والاسم الرمزي "Redstone 1".[46]
- الاصدار 1703 (تحديث المبدعين): تحديث المبدعين لهاتف ويندوز 10، المعروف أيضًا باسم الإصدار 1703 والاسم الرمزي "Redstone 2".[47]
- الاصدار 1709 (تحديث الخريف للمبدعين): تحديث الخريف للمبدعين لهاتف ويندوز 10، المعروف أيضًا باسم الإصدار 1709 والاسم الرمزي "Redstone 3".[48]

التحديث توقف عن العمل بعد إصدار النسخة 15254.603 في 14 يناير 2020.

## روابط خارجية
- ويندوزrelease health
- Flight Hub